# Gnidia
Gnidia là một chi thực vật thuộc họ Thymelaeaceae. Chi này có 140 đến 160 loài.(tuy nhiên danh sách này có thể chưa đủ):
- Gnidia socotrana, (Balf.f.) Gilg
- Gnidia anthylloides
- Gnidia burchellii
- Gnidia caffra
- Gnidia capitata
- Gnidia carinata
- Gnidia chapmanii
- Gnidia chrysantha
- Gnidia chrysophylla
- Gnidia ericoides
- Gnidia fastigiata
- Gnidia humilis
- Gnidia insignis
- Gnidia involucrata
- Gnidia kraussiana
- Gnidia latifolia
- Gnidia microcephala
- Gnidia mollis
- Gnidia nana
- Gnidia ornata
- Gnidia pedunculata
- Gnidia polycephala
- Gnidia razakamalalana[1]
- Gnidia socotrana
- Gnidia sonderiana
- Gnidia spicata
- Gnidia squarrosa
- Gnidia usafuae
- Gnidia variabilis
- Gnidia virescens

## Hình ảnh

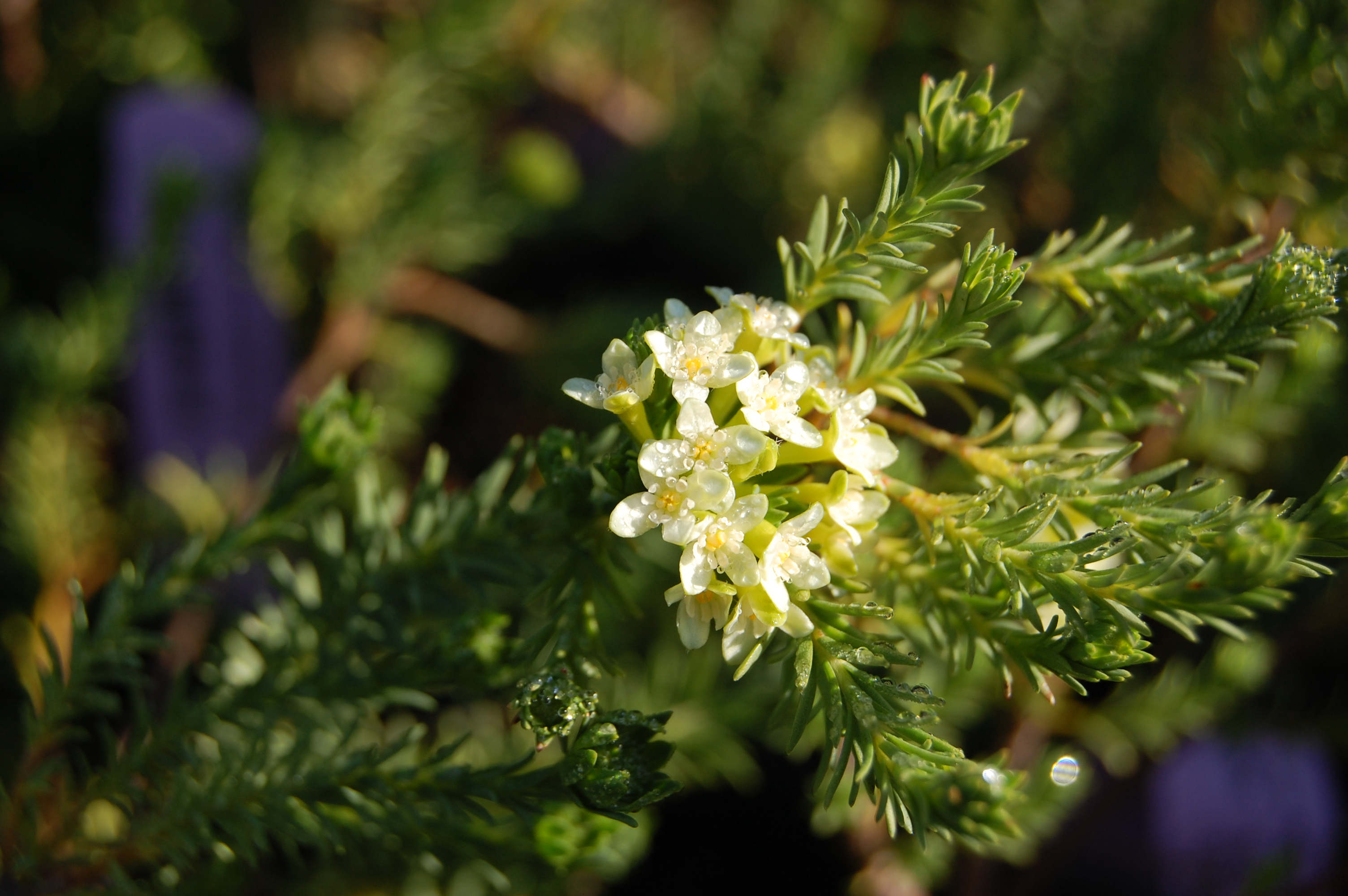
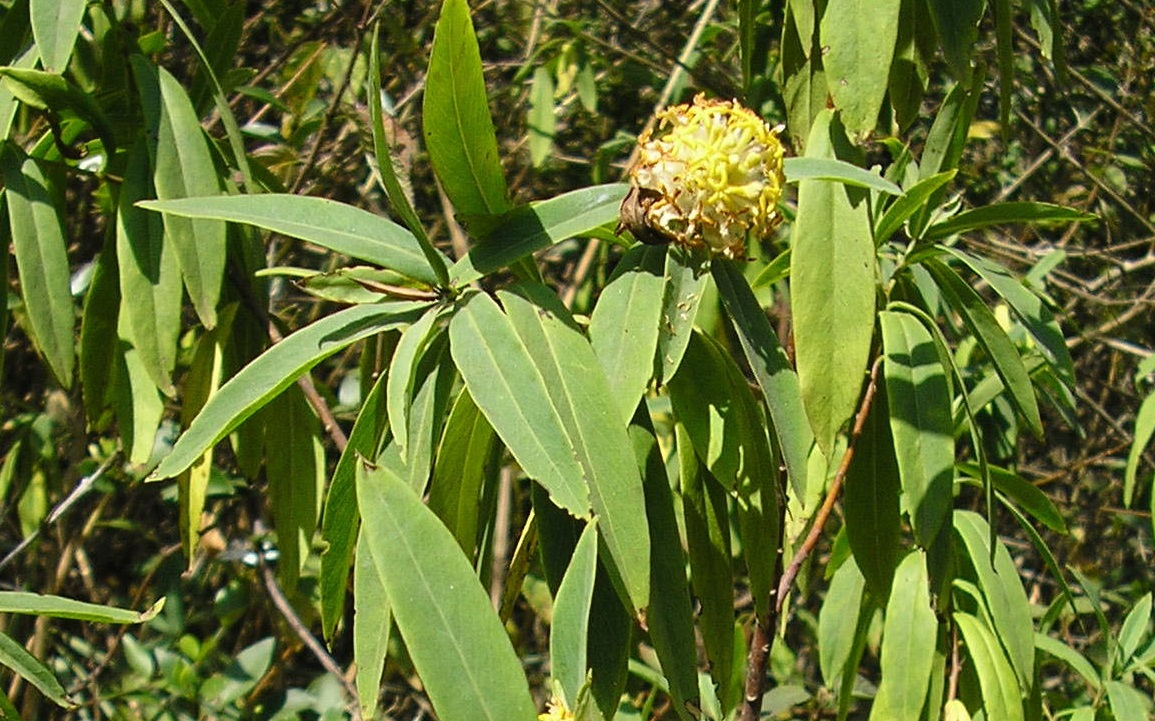
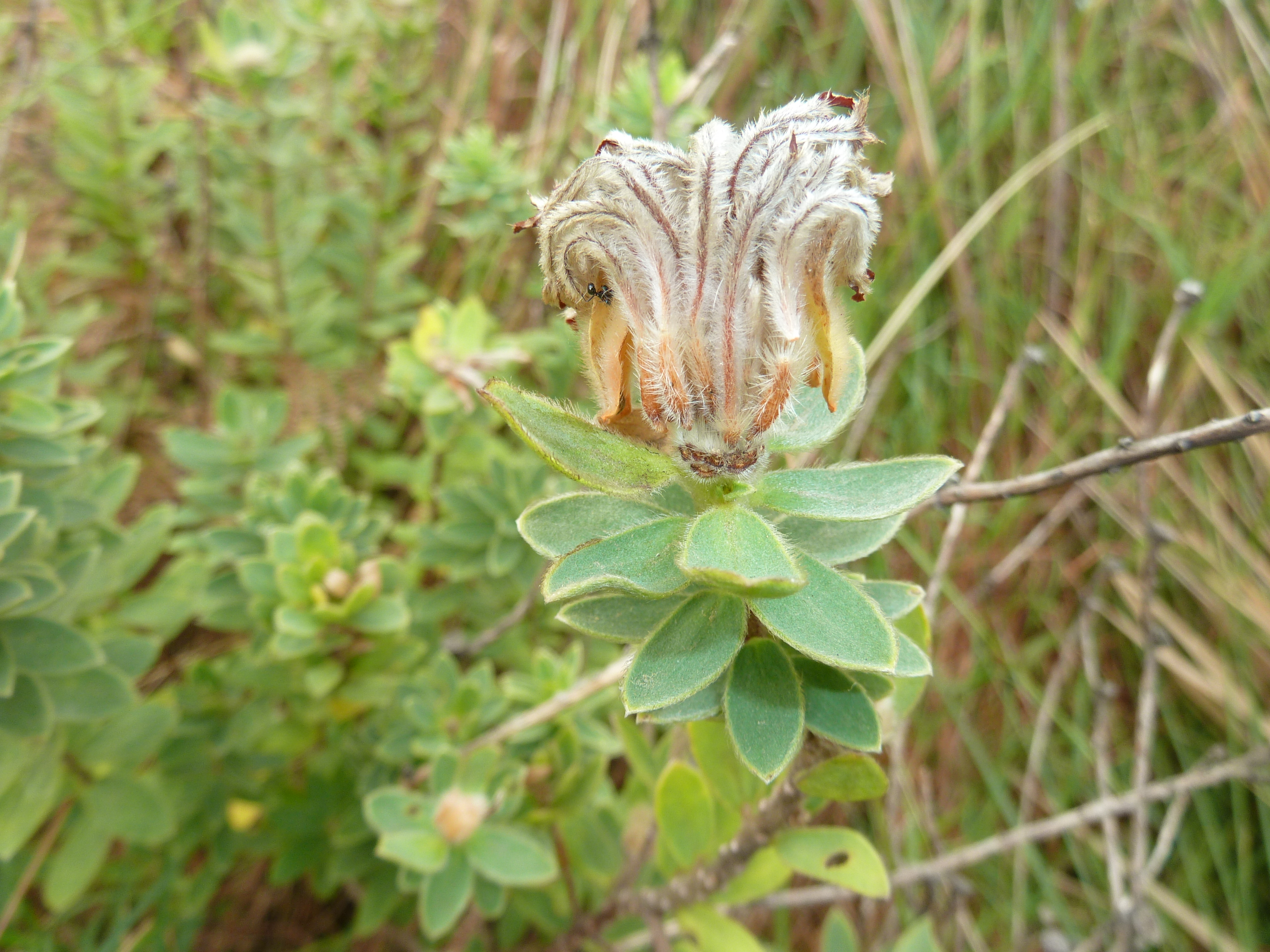
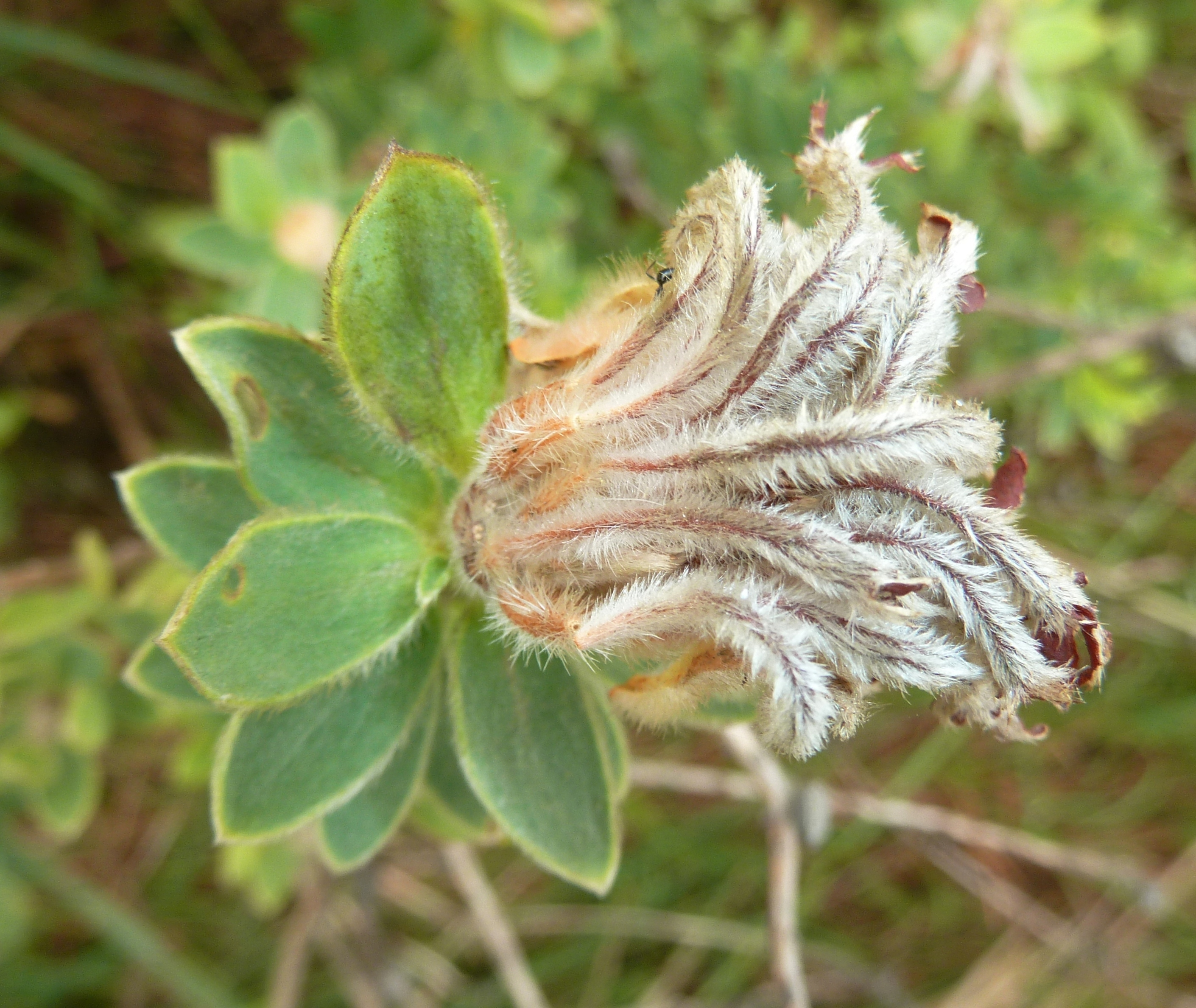